# Susana Dalmás
Susana Elida Dalmás Garcén (Montevideo, 16 de julio de 1948-31 de diciembre de 2012) fue una profesora y política uruguaya, integrante del Frente Amplio.

## Biografía
Hija de Octavio Dalmás y Elida Garcén. Tuvo tres hijos: Fernando, María y Francisco. Se casó en segundas nupcias con Milton Antognazza.
Cursó la educación primaria y secundaria en instituciones públicas, así como también el profesorado de Historia cursado en el Instituto de Profesores Artigas.
Trabajó como supervisora en ANTEL por ocho años hasta su destitución en 1979 por razones políticas (ya que era opositora a la dictadura militar uruguaya). Se reintegró en el ente retornada la democracia en 1985.
A su vez fue integrante del centro de estudiantes del I.P.A. Fue también presidenta del Sindicato Único de Telecomunicaciones y miembro de la mesa representativa del PIT-CNT en ese mismo período. 
Fue senadora de la República por el Frente Amplio y por el sector Asamblea Uruguay, de ese mismo partido, liderada por el ministro de Economía Danilo Astori. Su período empezó en 1995 y terminó cinco años más tarde. 
En 2005 vuelve al senado por el mismo partido y el mismo sector, para ser reelegida en el año 2009 por el período 2010-2015.
El 23 de diciembre de 2012 sufrió una hemorragia meníngeo masiva cerebral y luego un infarto severo al miocardio por lo cual fue internada en cuidados intensivos, falleciendo el 31 de diciembre de 2012.